# Operazione Hurry
L'operazione Hurry è stata la prima di una lunga serie di missioni britanniche note come Club Run, nell'ambito della battaglia del Mediterraneo nella seconda guerra mondiale.
L'obiettivo dell'operazione era far volare dodici caccia Hawker Hurricane, guidati da due bombardieri in picchiata Blackburn Skua, dalla vecchia portaerei HMS Argus, impiegata come un inusuale traghetto, fino a Malta, assediata dalle forze aeree dell’Asse. Questo rischioso viaggio, vicino alle coste nemiche, era l'unico modo allora disponibile per riuscire a portare i caccia entro il loro massimo raggio d’azione per effettuare un volo autonomo fino all'isola assediata, altrimenti sarebbe stato impossibile farli volare direttamente da Gibilterra.

## Premessa
L'11 giugno 1940 l'Italia iniziò l'assedio di Malta, primo passo del suo piano per ottenere il controllo del Mediterraneo. Il piano dei comandi italiani era di costringere alla resa Malta per bombardamento, o prendendola per fame, attaccando i suoi porti, le città e le navi alleate che rifornivano l'isola.
Dopo oltre un mese di bombardamenti, le truppe a Malta stavano iniziando a scarseggiare di rifornimenti - compresi soprattutto gli aerei indispensabili per affrontare gli assalitori, e qualche dubbio fu espresso sul fatto che tenere Malta valesse il costo dei rifornimenti necessari ed i rischi che tali missioni comportavano; alcuni addirittura valutarono se fosse il caso di lasciare che Malta si arrangiasse con le poche scorte che gli erano rimaste.
La decisione che fu presa, tuttavia, fu quella di rafforzare sostanzialmente le difese aeree dell'isola, per non perdere una posizione così strategica.
.

## Andamento dell’operazione
Dopo che le truppe furono informate della loro missione, l’operazione Hurry iniziò tra le 08:00 e le 08:30 del 31 luglio 1940, quando la Forza H (inclusa la portaerei HMS Ark Royal) lasciò Gibilterra, diretta a Malta.
Per ostacolare eventuali contrattacchi aerei dell’Asse durante il tragitto era stato programmato un attacco aereo britannico su Cagliari da parte di aerei decollati dall'Ark Royal (operazione Crush), insieme all'operazione Spark, che avrebbe dovuto distrarre gli italiani segnalando un’imbarcazione sospetta al largo di Minorca (in realtà era l’HMS Enterprise che doveva trasmettere messaggi con false posizioni, oltre che lampeggiare con i proiettori).

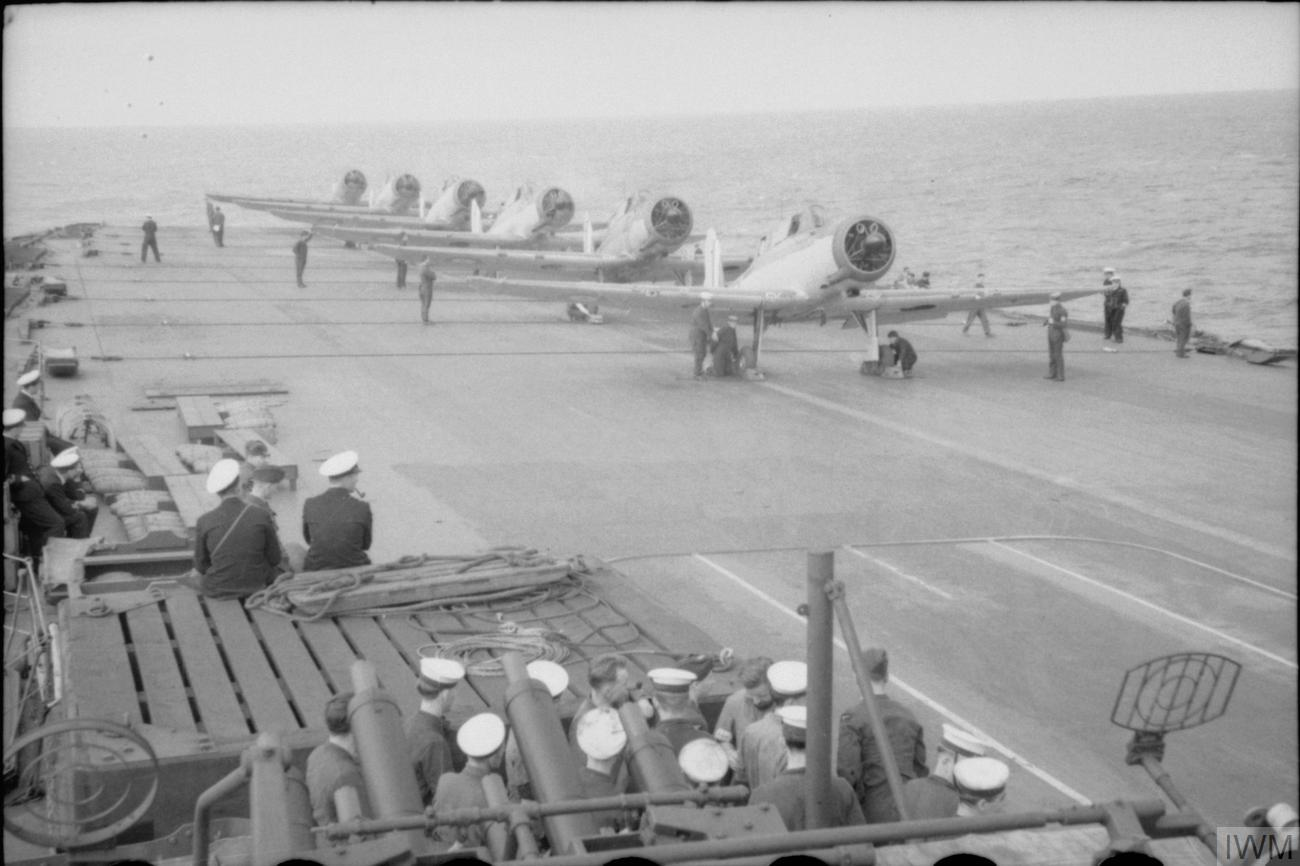
Blackburn Skua dell'800º Naval Air Squadron imbarcati sulla.

Sulla rotta d’attacco verso Cagliari, la Forza H fu attaccata da due ondate di aerei nemici. Gli attacchi, svoltisi il 1º agosto attorno alle ore 18:00, furono condotti a nord-ovest della costa del Golfo di Béjaïa, in Algeria, ma furono respinti con successo: tre bombardieri medi italiani Savoia-Marchetti S.M.79 attaccarono la formazione britannica, ma un gruppo di Skua decollato dall'Ark Royal ne abbatté uno (condotto dal generale Stefano Cagna, comandante della X aerobrigata Marte di base a Elmas) e costrinse alla fuga gli altri due.
Il 2 agosto, intorno alle 02:30, nove aerei da ricognizione armati con bombe e tre bombardieri con mine decollarono dalla Ark Royal ma, a causa di condizioni meteorologiche avverse, un aereo si schiantò con la perdita dell'intero equipaggio. Questo incidente costrinse i piloti ad aspettare fino alla piena luce del giorno per decollare, quando il tempo era migliore.
L'attacco fu compiuto nel mezzo di un considerevole fuoco antiaereo, tuttavia i piloti riuscirono comunque a colpire quattro degli hangar ed a distruggere o danneggiare diversi aerei. Gli aerei piazzarono anche tre mine intorno all'uscita del porto. Tutti gli aerei, tranne uno, tornarono dalla missione (l'unico pilota mancante fu preso prigioniero dopo un atterraggio di emergenza). L’Operazione Spark fu comunque ritenuta un successo, così come l'Operazione Hurry: tutti i caccia inglesi decollati dalla Argus riuscirono a raggiungere l’aeroporto di Luqa a Malta, anche se due di questi si schiantarono in atterraggio.
Dopo l'operazione, molte delle unità della Forza H, tra cui l'Ark Royal, l’incrociatore da battaglia HMS Hood, le corazzate HMS Valiant e HMS Resolution l’abbandonarono per prendere parte alla battaglia di Dakar.